# Мало Голубиње
Мало Голубиње се налази у општини Кладово, под заштитом је Завода за заштиту споменика културе Ниш. С обзиром да представља значајну историјску грађевину, проглашен је непокретним културним добром Републике Србије.

## Историја
Локалитет Мало Голубиње код Кладова чине остаци римског утврђења у селу Мало Голубиње, мање правоугаоно утврђење са угаоним кулама настало у периоду формирања римског лимеса. По своме положају је у непосредној близини римског насеља у селу Велико Голубиње и на траси римског данашњих путева Мироч—Доњи Милановац—Брза Паланка, имало је одбрамбени карактер. Проглашен је културно добро 25. маја 1966. и истог дана је уписан као потопљен локалитет. У централни регистар је уписан 20. марта 1986. под бројем АН 65, а у регистар Завода за заштиту споменика културе Ниш 18. априла 1983. под бројем АН 20.